# DTM seizoen 2025
Het DTM seizoen 2025 is het 26e seizoen van de Deutsche Tourenwagen-Masters, na de hervatting van het kampioenschap in 2000. Het is het vijfde seizoen dat onder GT Plus-reglementen wordt verreden en het derde seizoen dat door de ADAC wordt georganiseerd.

## Teams en rijders
- Alle teams rijden met Pirelli-banden.

| Fabrikant    | Auto                             | Team                        | Nr. | Coureur           | Races |
| ------------ | -------------------------------- | --------------------------- | --- | ----------------- | ----- |
| Aston Martin | Aston Martin Vantage AMR GT3 Evo | Comtoyou Racing             | 007 | Gilles Magnus     | 1-5   |
| Aston Martin | Aston Martin Vantage AMR GT3 Evo | Comtoyou Racing             | 008 | Nicolas Baert     | 1-5   |
| Lamborghini  | Lamborghini Huracán GT3 Evo 2    | Abt Sportsline              | 1   | Mirko Bortolotti  | 1-5   |
| Lamborghini  | Lamborghini Huracán GT3 Evo 2    | Abt Sportsline              | 2   | Nicki Thiim       | 1-5   |
| Lamborghini  | Lamborghini Huracán GT3 Evo 2    | TGI Lamborghini Team by GRT | 19  | Luca Engstler     | 1-5   |
| Lamborghini  | Lamborghini Huracán GT3 Evo 2    | TGI Lamborghini Team by GRT | 63  | Jordan Pepper     | 1-5   |
| Lamborghini  | Lamborghini Huracán GT3 Evo 2    | Paul Motorsport             | 71  | Maximilian Paul   | 1-5   |
| Ferrari      | Ferrari 296 GT3                  | Emil Frey Racing            | 10  | Ben Green         | 1-5   |
| Ferrari      | Ferrari 296 GT3                  | Emil Frey Racing            | 14  | Jack Aitken       | 1-5   |
| Ferrari      | Ferrari 296 GT3                  | Emil Frey Racing            | 69  | Thierry Vermeulen | 1-5   |
| BMW          | BMW M4 GT3 Evo                   | Schubert Motorsport         | 11  | Marco Wittmann    | 1-5   |
| BMW          | BMW M4 GT3 Evo                   | Schubert Motorsport         | 33  | René Rast         | 1-5   |
| McLaren      | McLaren 720S GT3 Evo             | Dörr Motorsport             | 16  | Timo Glock        | 1-5   |
| McLaren      | McLaren 720S GT3 Evo             | Dörr Motorsport             | 25  | Ben Dörr          | 1-5   |
| Mercedes-AMG | Mercedes-AMG GT3 Evo             | Mercedes-AMG Team Landgraf  | 22  | Lucas Auer        | 1-5   |
| Mercedes-AMG | Mercedes-AMG GT3 Evo             | Mercedes-AMG Team Landgraf  | 84  | Tom Kalender      | 1-5   |
| Mercedes-AMG | Mercedes-AMG GT3 Evo             | Mercedes-AMG Team Winward   | 24  | Maro Engel        | 1-5   |
| Mercedes-AMG | Mercedes-AMG GT3 Evo             | Mercedes-AMG Team Winward   | 48  | Jules Gounon      | 1-5   |
| Audi         | Audi R8 LMS Evo II               | Land-Motorsport             | 29  | Ricardo Feller    | 1-5   |
| Ford         | Ford Mustang GT3                 | HRT Ford Performance        | 36  | Arjun Maini       | 1-5   |
| Ford         | Ford Mustang GT3                 | HRT Ford Performance        | 64  | Fabio Scherer     | 1-5   |
| Porsche      | Porsche 911 GT3 R (992)          | Manthey EMA                 | 90  | Ayhancan Güven    | 1-5   |
| Porsche      | Porsche 911 GT3 R (992)          | Manthey EMA                 | 91  | Thomas Preining   | 1-5   |
| Porsche      | Porsche 911 GT3 R (992)          | Manthey Junior Team         | 92  | Morris Schuring   | 1-5   |

## Kalender en resultaten
Op 2 oktober 2024 werd de DTM-kalender van 2025 aangekondigd.
| No. | No. | Circuit                          | Datum        | Poleposition      | Snelste ronde   | Winnende coureur | Winnende team               | Winnende constructeur |
| --- | --- | -------------------------------- | ------------ | ----------------- | --------------- | ---------------- | --------------------------- | --------------------- |
| 1   | R1  | Motorsport Arena Oschersleben    | 26 april     | Lucas Auer        | Lucas Auer      | Lucas Auer       | Mercedes-AMG Team Landgraf  | Mercedes-AMG          |
| 1   | R2  | Motorsport Arena Oschersleben    | 27 april     | Jules Gounon      | Maro Engel      | Ayhancan Güven   | Manthey EMA                 | Porsche               |
| 2   | R1  | Lausitzring                      | 24 mei       | Lucas Auer        | Jules Gounon    | Lucas Auer       | Mercedes-AMG Team Landgraf  | Mercedes-AMG          |
| 2   | R2  | Lausitzring                      | 25 mei       | Jack Aitken       | René Rast       | Jack Aitken      | Emil Frey Racing            | Ferrari               |
| 3   | R1  | Circuit Zandvoort                | 7 juni       | Jordan Pepper     | Ayhancan Güven  | Ayhancan Güven   | Manthey EMA                 | Porsche               |
| 3   | R2  | Circuit Zandvoort                | 8 juni       | René Rast         | Jack Aitken     | René Rast        | Schubert Motorsport         | BMW                   |
| 4   | R1  | Norisring                        | 5 juli       | Jordan Pepper     | Jack Aitken     | Jordan Pepper    | TGI Lamborghini Team by GRT | Lamborghini           |
| 4   | R2  | Norisring                        | 6 juli       | Thierry Vermeulen | Thomas Preining | Thomas Preining  | Manthey EMA                 | Porsche               |
| 5   | R1  | Nürburgring                      | 9 augustus   | Jack Aitken       | Ricardo Feller  | Jack Aitken      | Emil Frey Racing            | Ferrari               |
| 5   | R2  | Nürburgring                      | 10 augustus  | Ben Dörr          | René Rast       | René Rast        | Schubert Motorsport         | BMW                   |
| 6   | R1  | Sachsenring                      | 23 augustus  |                   |                 |                  |                             |                       |
| 6   | R2  | Sachsenring                      | 24 augustus  |                   |                 |                  |                             |                       |
| 7   | R1  | Red Bull Ring                    | 13 september |                   |                 |                  |                             |                       |
| 7   | R2  | Red Bull Ring                    | 14 september |                   |                 |                  |                             |                       |
| 8   | R1  | Hockenheimring Baden-Württemberg | 4 oktober    |                   |                 |                  |                             |                       |
| 8   | R2  | Hockenheimring Baden-Württemberg | 5 oktober    |                   |                 |                  |                             |                       |

## Kampioenschap

### Puntensysteem
| Positie      | 1e | 2e | 3e | 4e | 5e | 6e | 7e | 8e | 9e | 10e | 11e | 12e | 13e | 14e | 15e |
| Race         | 25 | 20 | 16 | 13 | 11 | 10 | 9  | 8  | 7  | 6   | 5   | 4   | 3   | 2   | 1   |
| Kwalificatie | 3  | 2  | 1  |    |    |    |    |    |    |     |     |     |     |     |     |

- Coureurs vertrekkend van pole position zijn vetgedrukt.
- Coureurs met de snelste raceronde in cursief.
- SR staat voor snelste ronde.
- Coureurs die eerste, tweede en derde werden in de kwalificatie worden aangeduid met 1, 2 en 3. Deze punten tellen enkel mee voor het kampioenschap bij de coureurs.

† Coureur uitgevallen, maar wel geklasseerd omdat er meer dan 75% van de raceafstand werd afgelegd.

### Rijders
| Pos | Coureur           | OSC | OSC | LAU  | LAU  | ZAN | ZAN | NOR | NOR | NÜR | NÜR | SAC | SAC | RBR | RBR | HOC | HOC | Punten |
| --- | ----------------- | --- | --- | ---- | ---- | --- | --- | --- | --- | --- | --- | --- | --- | --- | --- | --- | --- | ------ |
| 1   | Lucas Auer        | 1   | 10  | 1    | 9    | 4   | 7   | 6   | 8   | 6   | 32  |     |     |     |     |     |     | 137    |
| 2   | Jack Aitken       | 6   | 14  | 7    | 1    | 12  | 42  | 5   | 23  | 1   | 16  |     |     |     |     |     |     | 128    |
| 3   | Jordan Pepper     | 2   | 42  | 11   | 4    | 71  | DNF | 1   | 9   | 4   | 9   |     |     |     |     |     |     | 122    |
| 4   | René Rast         | DNF | 5   | 3    | 2    | DNF | 1   | 10  | 7   | 14  | 1   |     |     |     |     |     |     | 117    |
| 5   | Thomas Preining   | 43  | 3   | 6    | DNF3 | DNF | 3   | 2   | 1   | 9   | 10  |     |     |     |     |     |     | 115    |
| 6   | Maro Engel        | 3   | 12  | 23   | 5    | 9   | 5   | 3   | 4   | DNF | 4   |     |     |     |     |     |     | 114    |
| 7   | Marco Wittmann    | 8   | 6   | 5    | 82   | 6   | 23  | 18  | DNF | 5   | 2   |     |     |     |     |     |     | 101    |
| 8   | Ayhancan Güven    | 7   | 1   | 8    | 14   | 1   | 12  | 11  | 11  | DNF | 5   |     |     |     |     |     |     | 94     |
| 9   | Jules Gounon      | 5   | 21  | 4    | 3    | 14  | 8   | 7   | 10  | DNF | 11  |     |     |     |     |     |     | 93     |
| 10  | Thierry Vermeulen | 13  | 133 | 15   | 7    | DNF | 13  | 43  | 31  | 152 | 21  |     |     |     |     |     |     | 56     |
| 11  | Mirko Bortolotti  | 9   | 9   | 13   | 6    | 8   | 9   | 15  | DNF | DNF | 14  |     |     |     |     |     |     | 45     |
| 12  | Luca Engstler     | 10  | 7   | DNF  | 22   | 103 | 6   | DNF | DNF | 73  | 13  |     |     |     |     |     |     | 45     |
| 13  | Ben Dörr          | 11  | 8   | 9    | 18   | 13  | 16  | 17  | 15  | 8   | 81  |     |     |     |     |     |     | 43     |
| 14  | Arjun Maini       | 15  | 16  | 12   | 17   | DNF | 10  | 8   | 52  | DNF | 6   |     |     |     |     |     |     | 42     |
| 15  | Ben Green         | 18  | 15  | 10   | DNF  | 15  | 18  | DNF | 6   | 2   | 15  |     |     |     |     |     |     | 39     |
| 16  | Ricardo Feller    | 21  | 11  | DNF2 | 12   | 16  | 17  | 9   | 14  | 3   | 20  |     |     |     |     |     |     | 36     |
| 17  | Nicki Thiim       | 14  | DNF | 14   | 13   | 2   | 14  | 202 | DNF | 12  | 18  |     |     |     |     |     |     | 35     |
| 18  | Morris Schuring   | 16  | 17  | DNF  | 11   | 5   | 11  | 14  | 12  | DNF | 12  |     |     |     |     |     |     | 31     |
| 19  | Maximilian Paul   | 12  | 19  | DNF  | 19   | 3   | 19  | 16  | DNF | 11  | DNF |     |     |     |     |     |     | 25     |
| 20  | Gilles Magnus     | DSQ | 21  | 18   | 16   | DNF | 21  | 12  | DNF | 16  | 73  |     |     |     |     |     |     | 14     |
| 21  | Timo Glock        | 20  | DNF | 17   | 10   | DNF | 20  | 19  | DNF | 10  | DNF |     |     |     |     |     |     | 12     |
| 22  | Tom Kalender      | 17  | 20  | 16   | 15   | 17  | 15  | 13  | DNF | 13  | 17  |     |     |     |     |     |     | 8      |
| 23  | Fabio Scherer     | 19  | 18  | DNF  | 21   | 11  | DNS | DNS | DNF | 18  | 19  |     |     |     |     |     |     | 5      |
| 24  | Nicolas Baert     | DSQ | DNF | 19   | 20   | 18  | 22  | DNF | 13  | 17  | 22  |     |     |     |     |     |     | 3      |
| Pos | Coureur           | OSC | OSC | LAU  | LAU  | ZAN | ZAN | NOR | NOR | NÜR | NÜR | SAC | SAC | RBR | RBR | HOC | HOC | Punten |

2000 ·
2001 ·
2002 ·
2003 ·
2004 ·
2005 ·
2006 ·
2007 ·
2008 ·
2009 ·
2010 ·
2011 ·
2012 ·
2013 ·
2014 ·
2015 ·
2016 ·
2017 ·
2018 ·
2019 ·
2020 ·
2021 ·
2022 ·
2023 ·
2024 ·
2025

Lijst van coureurs